# Nikiszowiec
Nikiszowiec es un barrio en el distrito administrativo Janów-Nikiszowiec de la ciudad de Katowice. Es un sitio popular por su arquitectura ladrillista basada en «familoks», bloques de vivienda popular, en este caso ordenadas por los dueños de la mina Giesche para sus trabajadores a principios del siglo XX.Desde 2011 tiene una protección como monumento histórico.

## Características

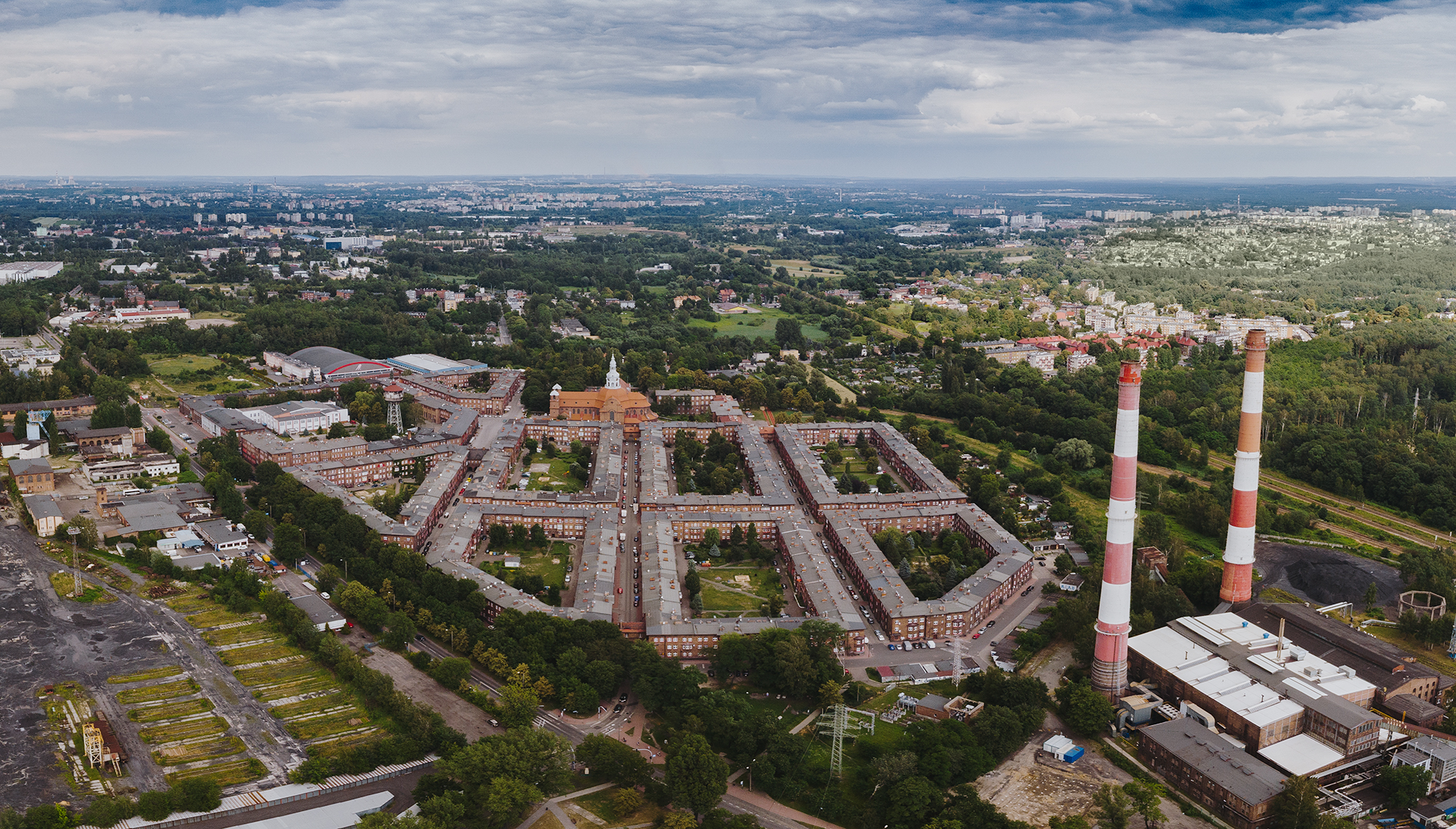
Vista aérea de Nikiszowiec

El conjunto de Nikiszowiec está basado en la arquitectura de finales del siglo XIX y principios del XX conocido como ladrillismo, al ser este material el primordial en su construcción. Su disposición es la de un polígono en torno a una plaza principal —la plaza Wyzwolenia— con bloques de vivienda multifamiliar de tres pisos y patios internos por conjunto. Además de los bloques se sumaron espacios de convivencia, consumo, salud y recreación. Destacan en los bloques la incorporación de elementos como arcadas, arcos de medio punto, balcones, frisos, mosaicos así como vanos rojos en las ventanas, muy presentes en todo el barrio.El color rojo fue elegido por ser el mismo color de la empresa desarrolladora. En algunos sitios del barrio se conservan símbolos de la antigua actividad minera. Al igual que un desarrollo anterior a Nikiszowiec, en Giszowiec, se decidió hacer conjuntos habitacionales de tres pisos dado que una altura mayor habría implicado ocupar maquinaria especializada entonces reservada para la creciente actividad minera.

## Historia
El barrio de Nikiszowiec fue construido en los terrenos que ocupó una mina de carbón en la finca conocida como Gieschewald pertenecientes a la población de Giszowiec. La empresa metalúrgica Georg von Giesches Erben construyó un proyecto inmobiliario dedicado a sus empleados y familias. El plan fue encargado a dos arquitectos jóvenes provenientes de Charlottenburg, hoy Alemania, Emil y Georg Zillmann, lo que fue una novedad en si dado que las casas destinados a la clase obrera no eran diseñados hasta entonces por arquitectos. Dicho desarrollo planeaba algunos requisitos sociales para cumplir como contar como instalaciones eléctricas, hidráulicas como drenaje y agua corriente así como áreas comerciales, educativas, de servicios y de esparcimiento.
La construcción comenzó en 1908, siendo en 1915 el año en el que se hizo el bloque de viviendas más visible. Las obras en el área se prolongarían hasta 1924, siendo la iglesia de Santa Ana la última en construirse. Dicho edificio, de estilo neobarroco, fue consagrado en 1927.